# Cantó de Plouzévédé
El cantó de Plouzévédé (bretó Kanton Gwitevede) és una divisió administrativa francesa situat al departament de Finisterre a la regió de Bretanya.

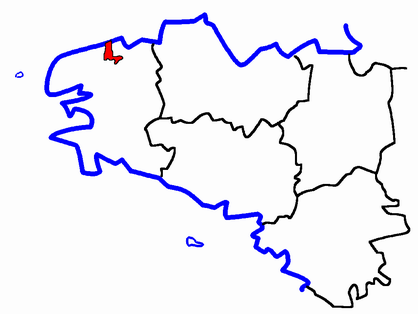
Situació del cantó

## Composició
El cantó aplega 6 comunes :
| Nom bretó   | Nom francès  | Nom gal·ló |
| Kleder      | Cléder       | ---        |
| Plouvorn    | Plouvorn     | ---        |
| Gwitevede   | Plouzévédé   | ---        |
| Sant Nouga  | Saint-Vougay | ---        |
| Trelaouenan | Tréflaouénan | ---        |
| Trezilide   | Trézilidé    | ---        |

## Història
| Data d'elecció                           | Identitat       | Partit | Qualitat |
| ---------------------------------------- | --------------- | ------ | -------- |
| 2004-                                    | Gérard Daniélou | UMP    |          |
| les dades anteriors no són pas conegudes |                 |        |          |
|                                          |                 |        |          |